# Filip Markiewicz
Filip Markiewicz (Esch-sur-Alzette, 1980) is een Luxemburgs beeldend kunstenaar, componist, schrijver, film- en theaterregisseur. Hij is ook bekend onder de naam van zijn alter ego Raftside.

## Leven en werk
Markievicz is een zoon van Poolse ouders. Zij verlieten als tegenstanders van het communistische regime het land en kwamen in 1973 in Luxemburg terecht, waar Markievicz werd geboren en opgroeide. In zijn tienertijd werden zijn ouders genaturaliseerd en kreeg ook Filip de Luxemburgse nationaliteit. Hij bezocht het Lycée Michel Rodange in Luxemburg en het Lycée Sainte-Chrétienne in Metz. Markievicz studeerde beeldende kunst aan de Université Marc Bloch. In die tijd hield Markievicz zich vooral bezig met muziek en videoclips, in zijn latere werk mixt hij disciplines als architectuur, dans, muziek, schilder- en tekenwerk en video. Markievicz schrijft en regisseert korte films. Als zijn alter ego Raftside geeft hij muzikale optredens en componeert muziek voor film en theater. 
Tot de installaties van Markiewicz behoren onder andere Zollzeit  voor de Internationale Vereniging van Kunstcritici (2007), Disco Guantanamo voor het MUDAM (2008) en Dreaming Golden Lady voor het Luxemburgse paviljoen op de wereldtentoonstelling in Shanghai (2010). Met zijn project Paradiso Lussemburgo vertegenwoordigde Markiewicz in 2015 het groothertogdom op de 56e Biënnale van Venetië. Hij toonde er tekeningen, sculpturen, installaties en video's die op ironische of kritische wijze omgaan met clichés om een 'mentaal portret van Luxemburg' te laten zien.
In 2020 toonde Markiewicz zijn werk op de salon van de Cercle Artistique de Luxembourg en kregen hij en Lisa Kohl de Prix Pierre Werner toegekend.

## Onderscheidingen
- 2020 Prix Pierre Werner